# Potato Virus Y
El mosaico severo de la papa es una enfermedad causada por el virus PVY (Potato Virus Y), perteneciente a la familia Potyviridae. De las virosis de la papa esta enfermedad es la segunda en importancia (luego de PLRV) y se encuentra en todas las regiones donde se cultiva la papa en el mundo. Las pérdidas que causa en el rendimiento pueden alcanzar el 80% en cultivares altamente susceptibles al ataque del virus.
El virus se perpetúa por tubérculos infectados y es transmitido por áfidos en forma no persistente. El PVY puede también trasmitirse mecánicamente a través de la maquinaria, herramientas, y por el daño que se les hace a las plantas mientras se camina a través del cultivo. Sin embargo, los áfidos son por excelencia el medio más eficiente de trasmisión.

## Síntomas
Los síntomas varían mucho según las variantes del virus, el cultivar y
el medio ambiente. Son síntomas típicos la rugosidad, aglomeración, retorcimiento
de hojas, doblez hacia abajo, nervaduras de los folíolos, manchas necróticas, necrosis de las hojas y rayado en
el tallo. Los cultivares menos sensibles, o aquellos infectados con una variante menos agresiva llamada PVYN, reaccionan mostrando solo mosaico suave o pueden estar infectados sin presentar
síntomas.

## Razas
Sobre la base de los diferentes síntomas que causan en papa y en tabaco se han identificado varias razas de PVY. PVYO es la raza común y causa síntomas de mosaico. PVYC causa estriado puntiforme (“stipple streak”). PVYN, es la raza necrótica y en general causa síntomas leves en el follaje, sin embargo en variedades de papa susceptible causa necrosis en las hojas. Infecciones mezcladas de las razas común y la necrótica son frecuentes y los genomas (material genético) se pueden mezclar, produciendo razas híbridas (por ejemplo PVYN:O y PVYNTN). Las razas PVYNTN pueden causar necrosis en los tubérculos. El diagnóstico de estas razas puede ser difícil ya que si bien hay anticuerpos para PVYO y PVYN, el método inmunológico (ELISA, acrónimo inglés de Enzyme Linked Immunosorbent Assay) no pueden distinguir el PVYNTN de estas otras dos razas del virus. Además, no todas los aislamientos de PVYN reaccionan con el anticuerpo específico PVYN, mientras que algunos aislados de PVYO si lo harán. La sintomatología por sí sola no permite distinguir entre estas razas del virus, ya que los síntomas varían con la edad, el momento de infección, la temperatura, y la genética tanto del virus como de la planta huésped. Las razas de PVY pueden interaccionar con otros virus de la papa tales como el Virus X (Potato virus X, PVX) y el Virus A (Potato virus A, PVA) lo que se traduce en mayores perdidas. Los síntomas necróticos en los tubérculos a menudo se incrementan después del almacenamiento.

## Control
El PVY se controla mediante la selección clonal y el descarte de plantas enfermas ("roguing") durante el proceso de propagación de la semilla. Existen cultivares resistentes.